# 프로세서 (컴퓨팅)
프로세서(processor) 또는 처리 장치(processing unit)는 컴퓨팅 및 컴퓨터 과학에서 외부 데이터 소스(일반적으로 메모리 또는 기타 데이터 스트림)에서 작업을 수행하는 전기 부품(디지털 회로)이다. 이는 일반적으로 단일 금속-산화물-반도체 집적 회로 칩에 구현될 수 있는 마이크로프로세서의 형태를 취한다. 과거에는 여러 개별 진공관, 여러 개별 트랜지스터 또는 여러 집적 회로를 사용하여 프로세서를 구성했다. 오늘날 프로세서는 내장형 트랜지스터를 사용한다.
이 용어는 시스템의 주요 프로세서인 중앙 처리 장치(CPU)를 지칭하는 데 자주 사용된다. 그러나 GPU(그래픽 처리 장치)와 같은 다른 코프로세서를 나타낼 수도 있다.
기존 프로세서는 일반적으로 실리콘을 기반으로 한다. 그러나 연구자들은 탄소 나노튜브, 그래핀, 다이아몬드, 주기율표 3족 및 5족 원소로 만들어진 합금과 같은 대체 재료를 기반으로 하는 실험적 프로세서를 개발했다. 1원자 높이의 실리콘 원자 단일 시트로 만들어진 트랜지스터와 기타 2D 재료가 프로세서에 사용하기 위해 연구되었다. 양자 프로세서가 만들어졌다. 이것들은 켜짐 또는 꺼짐 상태만 나타내는 대신 양자 중첩을 사용하여 비트(큐비트라고 함)를 나타낸다.

## 같이 보기
- 마이크로프로세서
- 멀티 코어
- 중앙 처리 장치
- 그래픽 처리 장치
- 슈퍼스칼라
- 하드웨어 가속
- 폰 노이만 구조